# Sigbert Wagener

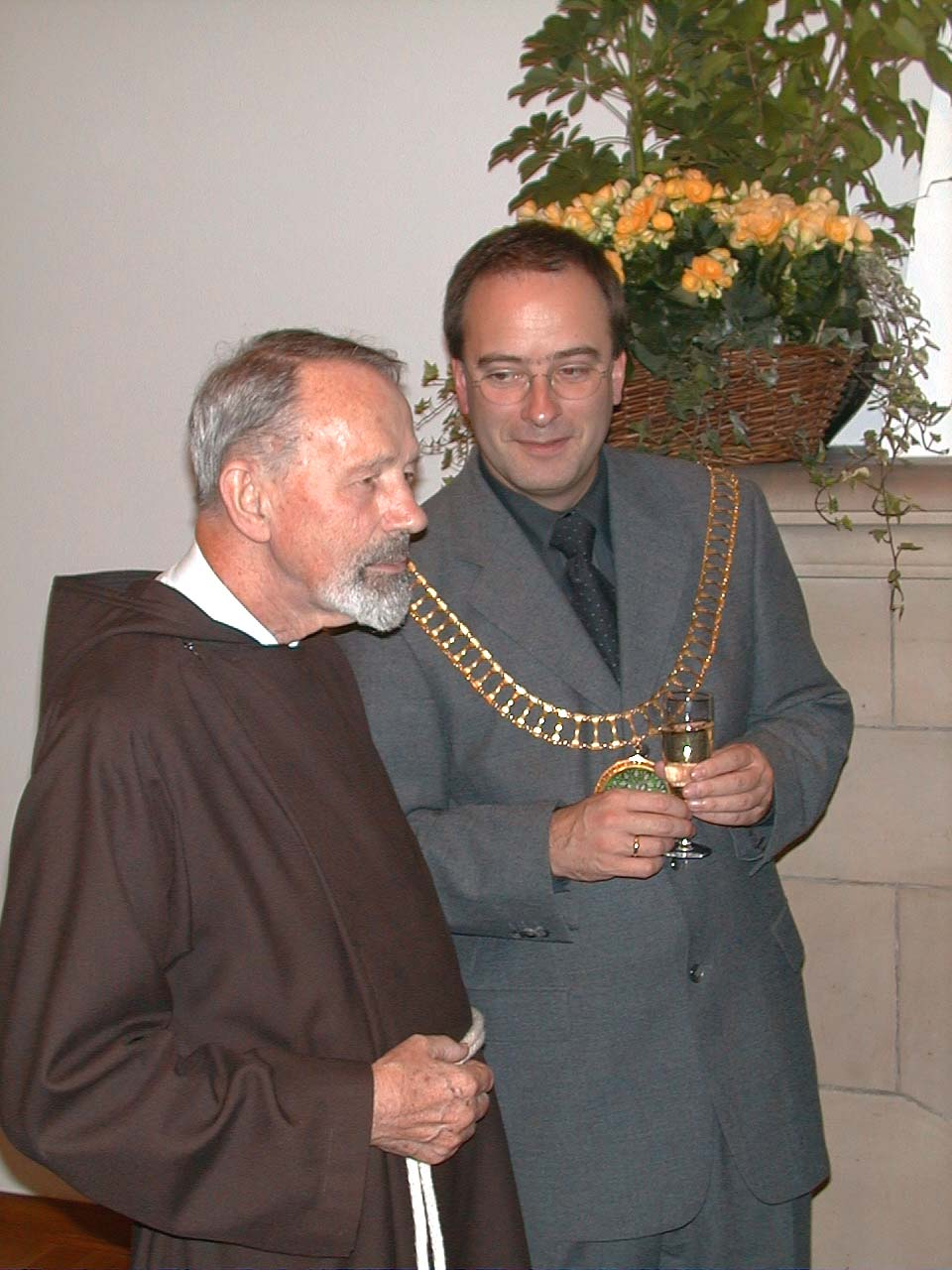
Bürgermeister Klaus Ehling und Pater Sigbert nach der Verleihung der Stadtplakette Bocholt am 26. September 2001

Pater Sigbert Wagener OFMCap, eigentlich Karl Emil Wagener (* 29. Oktober 1919 in Krefeld; † 13. April 2004 in Bocholt), war ein deutscher Kapuziner, Ordenspriester und Gymnasiallehrer. Bekannt wurde er durch seine Beschäftigung mit Schmetterlingen als Entomologe.

## Leben
Nach Besuch der Volks- und Realschule in Krefeld besuchte Wagener die private Schule des bischöflichen Klosters in Bensheim und machte 1938 das Abitur am Kurfürstlichen Gymnasium Bensheim. Drei Tage später trat er als Novize in Stühlingen in den Kapuzinerorden ein. Er wurde trotzdem als Soldat eingezogen und war in Nordafrika eingesetzt. 1943 geriet er in amerikanische Gefangenschaft und verbrachte den Rest des Krieges in Algerien und Kanada.
Nach seiner Entlassung legte er die Ordensgelübde ab und empfing 1948 durch Bischof Heinrich Roleff in Münster die Priesterweihe. Zunächst studierte er Theologie und ab 1948 Naturwissenschaften an den Universitäten in Münster, Heidelberg und Mainz. Nach seinem Lehramtsexamen wurde er 1956 zum Dr. rer. nat. promoviert. 1957 trat Pater Sigbert in Bocholt am St.-Josef-Gymnasium in den Schuldienst ein, wo er insbesondere die Fächer Biologie und Chemie unterrichtete, und ging 1981 als Studiendirektor in den Ruhestand. Parallel dazu wirkte er bis zur Aufhebung des Konvents der Kapuziner im Sommer 2000 als Priester von St. Ludger in Bocholt-Spork.

## Wirken
Wagener war ein engagierter Entomologe und hatte den Spitznamen „die Motte“. Er dokumentierte auf mehrmonatigen Reisen durch die ganze Welt Schmetterlinge. Während seiner Bocholter Zeit galt seine besondere Aufmerksamkeit der Erforschung und dem Erhalt des Burlo-Vardingholter Venns. Seine Schmetterlingssammlung von mehr als 100.000 Exemplaren stiftete er dem Museum Alexander Koenig in Bonn. Er war einer der Gründungsväter der Societas Europaea Lepidopterologica (SEL) und über 16 Jahre im Vorstand vertreten.
Zusammen mit Gerhard Hesselbarth und Harry van Oorschot publizierte er 1995 das dreibändige Werk „Die Tagfalter der Türkei unter Berücksichtigung der angrenzenden Länder“ sowie weitere wissenschaftliche Arbeiten. Zudem war Sigbert Wagener als Berater in zahlreichen Naturschutzprojekten engagiert, darunter im Beirat der Landesanstalt für Ökologie, Bodenordnung und Forsten NRW.

## Auszeichnungen und Ehrungen
- Verdienstorden des Landes Nordrhein-Westfalen (1988)
- Ehrenmitgliedschaft der Societas Europaea Lepidopterologica (SEL) (1992)
- Meigen-Medaille der Deutschen Gesellschaft für allgemeine und angewandte Entomologie (1997)
- Stadtplakette der Stadt Bocholt (2001)
- Bundesverdienstkreuz 1. Klasse der Bundesrepublik Deutschland (2001)

## Schriften
- Monographie der ostasiatischen Formen der Gattung Melanargia Meigen (Lepidoptera, Satyridae). Lieferung 1–3, Schweizerbart 1959.
- mit Gerhard Hesselbarth, Harry van Oorschot: Die Tagfalter der Türkei unter Berücksichtigung der angrenzenden Länder. Goecke & Evers, 1995, ISBN 3-931374-29-7.